# 忍山トンネル
忍山トンネル（おしやま - ）は、群馬県桐生市梅田町に建設中の梅田小平線のトンネルである。全長253m、幅員5m。
2008年9月11日に貫通式が行われ、桐生市長亀山豊文もその式典に参加した。亀山のブログによると、林野率73%の桐生市にとって、1988年の事業開始以来20年を経過しており早期完成が望まれているとのこと。
梅田小平線（広域基幹林道梅田小平線）は、桐生市梅田町5丁目から川内町を経てみどり市大間々町小平を結ぶ約23Kmの林道である。全線開通は2013年から2014年頃を予定としている。